# Artie Lange
Arthur Steven "Artie" Lange, Jr. (Livingston, New Jersey, Estats Units, 11 d'octubre de 1967) és un comediant i actor estatunidenc amb una reeixida carrera tant en el vessant humorista com en el d'actor en pel·lícules.

## Biografia
Arthur Steven "Artie" Lange, Jr. (11 d'octubre de 1967) és un comediant estatunidenc, actor, autor, i locutor radiofònic, conegut pel seu paper en The Howard Stern Show i la sèrie d'esquetxos còmics Mad TV. Nascut i educat a Nova Jersey, Lange primer va treballar com a longshoreman i taxista per ajudar la seva família després de la mort del seu pare tetraplègic. El 1987, va fer el seu debut com a actor còmic i a principis de la dècada dels 90 s'hi va posar a dedicació plena, actuant en clubs i espectacles improvisats en i al voltant de la Ciutat de Nova York.
El 1995, Lange es trasllada a Los Angeles per protagonitzar la primera temporada de Mad TV. El seu arrest per possessió de cocaïna durant la segona temporada van suposar que deixés la sèrie i la rehabilitació subsegüent. El 1997, Norm Macdonald va escollir Lange per coprotagonitzar la seva pel·lícula còmica Feina Bruta (1998), cosa que va assegurar a Lange diverses pel·lícules i papers a la televisió, incloent-hi el sitcom de Macdonald, The Norm Show. El 2001, Lange retorna a Nova Jersey i es converteix en un membre de The Howard Stern Show fins al desembre de 2009. Va seguir diversos projectes durant aquest temps; va treure dos àlbums de comèdia, va escriure, produir, i protagonitzar la seva pel·lícula, Artie Lange's Beer League (2006), i va treure el seu primer llibre, Too Fat to Fish (2008), el qual va entrar en el número u de la llista de bestsellers del The New York Times.
El 2011, Lange completa la rehabilitació i continua la seva carrera. Va retornar amb els monòlegs i va coprotagonitzar The Nick & Artie Show amb Nick Di Paolo fins a la marxa de Di Paolo el 2013; l'espectacle va ser rebatejat The Artie Lange Show i va durar fins al 2014. Durant aquest temps, Lange va treure el seu segon llibre, Crash and Burn  (2013). Va llançar The Artie Quitter Podcast el 2015 i continua amb els monòlegs i les actuacions. El seu tercer llibre està previst a finals del 2017.

## Filmografia
Les seves pel·lícules més destacades són:

### Guionista
- 1995: Mad TV (sèrie TV): Various (1995-1997)
- 1998: Dirty Work: Sam McKenna
- 1999: Puppet: Alexie
- 1999: The 4th Floor: Jerry
- 1999: Lost & Found: Wally
- 1999: Mystery Men: Big Red
- 1999: El solter (The Bachelor): Marco
- 2000: Shriek If You Know What I Did Last Friday the Thirteenth (vídeo): Entrenador Hasselhoff
- 2001: Gameday (vídeo): Artie
- 2002: Boat Trip: Brian
- 2003: Old School: Booker
- 2003: Mail Order Bride: Tommy
- 2003: God Has a Rap Sheet: Fat guy
- 2003: Elf: Gimbel's Santa
- 2004: Perfect Opposites: Lenny Steinberg
- 2004: Game Over (sèrie TV): Turbo (veu)
- 2006: Waltzing Anna

### Actor
- 1999: El quart pis (The 4th Floor)
- 1999: El solter (The Bachelor)
- 2004: Artie Lange: It's the Whiskey Talkin' (vídeo)
- 2001: Gameday (vídeo)
- 2004: Artie Lange: It's the Whiskey Talkin' (vídeo)

### Productor
- 2001: Gameday (vídeo)
- 2001: The Circle (curtmetratge)